# 柬埔寨噪鹛
柬埔寨噪鹛（学名：Garrulax ferrarius），是画眉科噪鹛属的一种，为柬埔寨的特有种。该物种的保护状况被评为近危。
柬埔寨噪鹛的栖息地包括亚热带或热带的湿润低地林和亚热带或热带的湿润山地林。